# 2021-es Formula–1 orosz nagydíj
Az orosz nagydíj volt a 2021-es Formula–1 világbajnokság tizenötödik futama, amelyet 2021. szeptember 24. és szeptember 26. között rendeztek meg a Sochi Autodrom versenypályán, Szocsiban.

## Választható keverékek
| Abroncs              | Friss | Használt |
| -------------------- | ----- | -------- |
| Kemény keverék (C3)  |       |          |
| Közepes keverék (C4) |       |          |
| Lágy keverék (C5)    |       |          |
| Átmeneti esőgumi (I) |       |          |
| Teljes esőgumi (W)   |       |          |

## Szabadedzések

### Első szabadedzés
Az orosz nagydíj első szabadedzését szeptember 24-én, pénteken délelőtt tartották meg, magyar idő szerint 10:30-tól.
| helyezés | versenyző          | csapat/motor          | elért idő | különbség | futott kör |
| -------- | ------------------ | --------------------- | --------- | --------- | ---------- |
| 1        | Valtteri Bottas    | Mercedes              | 1:34,427  | –         | 25         |
| 2        | Lewis Hamilton     | Mercedes              | 1:34,638  | +0,211    | 23         |
| 3        | Max Verstappen     | Red Bull-Honda        | 1:34,654  | +0,227    | 13         |
| 4        | Charles Leclerc    | Ferrari               | 1:35,117  | +0,690    | 22         |
| 5        | Sebastian Vettel   | Aston Martin-Mercedes | 1:35,781  | +1,354    | 23         |
| 6        | Pierre Gasly       | AlphaTauri-Honda      | 1:35,794  | +1,367    | 24         |
| 7        | Carlos Sainz Jr.   | Ferrari               | 1:35,811  | +1,384    | 25         |
| 8        | Lando Norris       | McLaren-Mercedes      | 1:35,959  | +1,532    | 24         |
| 9        | Sergio Pérez       | Red Bull-Honda        | 1:36,188  | +1,761    | 22         |
| 10       | Fernando Alonso    | Alpine-Renault        | 1:36,225  | +1,798    | 21         |
| 11       | Esteban Ocon       | Alpine-Renault        | 1:36,236  | +1,809    | 25         |
| 12       | Lance Stroll       | Aston Martin-Mercedes | 1:36,522  | +2,095    | 21         |
| 13       | Antonio Giovinazzi | Alfa Romeo-Ferrari    | 1:36,795  | +2,368    | 23         |
| 14       | Daniel Ricciardo   | McLaren-Mercedes      | 1:36,877  | +2,450    | 23         |
| 15       | Kimi Räikkönen     | Alfa Romeo-Ferrari    | 1:36,952  | +2,525    | 20         |
| 16       | Cunoda Júki        | AlphaTauri-Honda      | 1:37,794  | +3,367    | 26         |
| 17       | George Russell     | Williams-Mercedes     | 1:38,013  | +3,586    | 23         |
| 18       | Nicholas Latifi    | Williams-Mercedes     | 1:38,155  | +3,728    | 21         |
| 19       | Nyikita Mazepin    | Haas-Ferrari          | 1:38,586  | +4,159    | 22         |
| 20       | Mick Schumacher    | Haas-Ferrari          | 1:38,977  | +4,550    | 23         |

### Második szabadedzés
Az orosz nagydíj második szabadedzését szeptember 24-én, pénteken délután tartották meg, magyar idő szerint 14:00-tól.
| helyezés | versenyző          | csapat/motor          | elért idő | különbség | futott kör |
| -------- | ------------------ | --------------------- | --------- | --------- | ---------- |
| 1        | Valtteri Bottas    | Mercedes              | 1:33,593  | –         | 19         |
| 2        | Lewis Hamilton     | Mercedes              | 1:33,637  | +0,044    | 22         |
| 3        | Pierre Gasly       | AlphaTauri-Honda      | 1:33,845  | +0,252    | 22         |
| 4        | Lando Norris       | McLaren-Mercedes      | 1:34,154  | +0,561    | 17         |
| 5        | Esteban Ocon       | Alpine-Renault        | 1:34,402  | +0,809    | 23         |
| 6        | Max Verstappen     | Red Bull-Honda        | 1:34,621  | +1,028    | 20         |
| 7        | Carlos Sainz Jr.   | Ferrari               | 1:34,678  | +1,085    | 22         |
| 8        | Fernando Alonso    | Alpine-Renault        | 1:34,762  | +1,169    | 21         |
| 9        | Sebastian Vettel   | Aston Martin-Mercedes | 1:34,837  | +1,244    | 22         |
| 10       | Charles Leclerc    | Ferrari               | 1:34,925  | +1,332    | 24         |
| 11       | Sergio Pérez       | Red Bull-Honda        | 1:34,938  | +1,345    | 22         |
| 12       | Kimi Räikkönen     | Alfa Romeo-Ferrari    | 1:35,052  | +1,459    | 23         |
| 13       | George Russell     | Williams-Mercedes     | 1:35,094  | +1,501    | 19         |
| 14       | Antonio Giovinazzi | Alfa Romeo-Ferrari    | 1:35,178  | +1,585    | 14         |
| 15       | Lance Stroll       | Aston Martin-Mercedes | 1:35,334  | +1,741    | 21         |
| 16       | Nicholas Latifi    | Williams-Mercedes     | 1:35,411  | +1,818    | 19         |
| 17       | Daniel Ricciardo   | McLaren-Mercedes      | 1:35,630  | +2,037    | 12         |
| 18       | Cunoda Júki        | AlphaTauri-Honda      | 1:35,954  | +2,361    | 23         |
| 19       | Nyikita Mazepin    | Haas-Ferrari          | 1:36,099  | +2,506    | 19         |
| 20       | Mick Schumacher    | Haas-Ferrari          | 1:36,230  | +2,637    | 20         |

### Harmadik szabadedzés
Eredetileg a harmadik szabadedzését szeptember 24-én, szombaton délelőtt, magyar idő szerint 11:00-tól tartották volna meg, azonban a heves esőzések miatt törölték az eseményt.

## Időmérő edzés
Az orosz nagydíj időmérő edzését szeptember 25-én, szombaton délután futották, magyar idő szerint 14:00-tól.
| helyezés                 | rajtszám | versenyző          | csapat/motor          | 1. rész    | 2. rész    | 3. rész  | rajthely | futott kör |
| ------------------------ | -------- | ------------------ | --------------------- | ---------- | ---------- | -------- | -------- | ---------- |
| 1                        | 4        | Lando Norris       | McLaren-Mercedes      | 1:47,238   | 1:45,827   | 1:41,993 | 1        | 23         |
| 2                        | 55       | Carlos Sainz Jr.   | Ferrari               | 1:47,924   | 1:46,521   | 1:42,510 | 2        | 25         |
| 3                        | 63       | George Russell     | Williams-Mercedes     | 1:48,303   | 1:46,435   | 1:42,983 | 3        | 26         |
| 4                        | 44       | Lewis Hamilton     | Mercedes              | 1:45,992   | 1:45,129   | 1:44,050 | 4        | 24         |
| 5                        | 3        | Daniel Ricciardo   | McLaren-Mercedes      | 1:48,345   | 1:46,361   | 1:44,156 | 5        | 23         |
| 6                        | 14       | Fernando Alonso    | Alpine-Renault        | 1:47,877   | 1:45,514   | 1:44,204 | 6        | 25         |
| 7                        | 77       | Valtteri Bottas    | Mercedes              | 1:46,396   | 1:45,306   | 1:44,710 | 16[a]    | 24         |
| 8                        | 18       | Lance Stroll       | Aston Martin-Mercedes | 1:48,322   | 1:46,360   | 1:44,956 | 7        | 23         |
| 9                        | 11       | Sergio Pérez       | Red Bull-Honda        | 1:46,455   | 1:45,834   | 1:45,337 | 8        | 24         |
| 10                       | 31       | Esteban Ocon       | Alpine-Renault        | 1:48,099   | 1:46,070   | 1:45,865 | 9        | 25         |
| 11                       | 5        | Sebastian Vettel   | Aston Martin-Mercedes | 1:47,205   | 1:46,573   |          | 10       | 18         |
| 12                       | 10       | Pierre Gasly       | AlphaTauri-Honda      | 1:47,828   | 1:46,641   |          | 11       | 18         |
| 13                       | 22       | Cunoda Júki        | AlphaTauri-Honda      | 1:48,854   | 1:46,751   |          | 12       | 20         |
| 14                       | 6        | Nicholas Latifi    | Williams-Mercedes     | 1:48,252   | idő nélkül |          | 18[b]    | 12         |
| 15                       | 16       | Charles Leclerc    | Ferrari               | 1:48,470   | idő nélkül |          | 19[c]    | 10         |
| 16                       | 7        | Kimi Räikkönen     | Alfa Romeo-Ferrari    | 1:49,586   |            |          | 13       | 10         |
| 17                       | 47       | Mick Schumacher    | Haas-Ferrari          | 1:49,830   |            |          | 14       | 10         |
| 18                       | 99       | Antonio Giovinazzi | Alfa Romeo-Ferrari    | 1:51,023   |            |          | 17[d]    | 9          |
| 19                       | 9        | Nyikita Mazepin    | Haas-Ferrari          | 1:53,764   |            |          | 15       | 10         |
| 20                       | 33       | Max Verstappen     | Red Bull-Honda        | idő nélkül |            |          | 20[e]    | 2          |
| 107%-os idő: 1:53,411[f] |          |                    |                       |            |            |          |          |            |

Megjegyzések:
- ↑ a:  Valtteri Bottas autójában motort cseréltek, ezért a versenyt a mezőny végéről kellett megkezdje.[4]
- ↑ b:  Nicholas Latifi autójában motort cseréltek, ezért a versenyt a mezőny végéről kellett megkezdje.[5]
- ↑ c:  Charles Leclerc autójában motort cseréltek, ezért a versenyt a mezőny végéről kellett megkezdje.[6]
- ↑ d:  Antonio Giovinazzi autójában váltót cseréltek, ezért öt rajthelyes büntetést kapott.[7]
- ↑ e:  Max Verstappen az olasz nagydíjon okozott balesetéért 3 rajthelyes büntetést kapott.[8] Később az autójában motort cseréltek, ezért a versenyt a mezőny végéről kellett megkezdje.[9]
- ↑ f:  Mivel a kvalifikáció esős körülmények között zajlott le, így a 107%-os szabály érvényét vesztette.[10]

## Futam
Az orosz nagydíj futama szeptember 26-án, vasárnap rajtolt, magyar idő szerint 14:00-kor.
| helyezés | rajtszám | versenyző          | csapat/motor          | futott kör | idő/kiesés oka   | rajthely | pont |
| -------- | -------- | ------------------ | --------------------- | ---------- | ---------------- | -------- | ---- |
| 1        | 44       | Lewis Hamilton     | Mercedes              | 53         | 1:30:41,001      | 4        | 25   |
| 2        | 33       | Max Verstappen     | Red Bull-Honda        | 53         | +53,271          | 20       | 18   |
| 3        | 55       | Carlos Sainz Jr.   | Ferrari               | 53         | +1:02,475        | 2        | 15   |
| 4        | 3        | Daniel Ricciardo   | McLaren-Mercedes      | 53         | +1:05,607        | 5        | 12   |
| 5        | 77       | Valtteri Bottas    | Mercedes              | 53         | +1:07,533        | 16       | 10   |
| 6        | 14       | Fernando Alonso    | Alpine-Renault        | 53         | +1:21,321        | 6        | 8    |
| 7        | 4        | Lando Norris       | McLaren-Mercedes      | 53         | +1:27,224        | 1        | 7[g] |
| 8        | 7        | Kimi Räikkönen     | Alfa Romeo-Ferrari    | 53         | +1:28,955        | 13       | 4    |
| 9        | 11       | Sergio Pérez       | Red Bull-Honda        | 53         | +1:30,076        | 8        | 2    |
| 10       | 63       | George Russell     | Williams-Mercedes     | 53         | +1:40,551        | 3        | 1    |
| 11       | 18       | Lance Stroll       | Aston Martin-Mercedes | 53         | +1:56,198[h]     | 7        |      |
| 12       | 5        | Sebastian Vettel   | Aston Martin-Mercedes | 52         | +1 kör           | 10       |      |
| 13       | 10       | Pierre Gasly       | AlphaTauri-Honda      | 52         | +1 kör           | 11       |      |
| 14       | 31       | Esteban Ocon       | Alpine-Renault        | 52         | +1 kör           | 9        |      |
| 15       | 16       | Charles Leclerc    | Ferrari               | 52         | +1 kör           | 19       |      |
| 16       | 99       | Antonio Giovinazzi | Alfa Romeo-Ferrari    | 52         | +1 kör           | 17       |      |
| 17       | 22       | Cunoda Júki        | AlphaTauri-Honda      | 52         | +1 kör           | 12       |      |
| 18       | 9        | Nyikita Mazepin    | Haas-Ferrari          | 51         | +2 kör           | 15       |      |
| Ki       | 6        | Nicholas Latifi    | Williams-Mercedes     | 47         | baleseti sérülés | 18       |      |
| Ki       | 47       | Mick Schumacher    | Haas-Ferrari          | 32         | olajszivárgás    | 14       |      |

Megjegyzések:
- ↑ g:  Lando Norris a helyezéséért járó pontok mellett a versenyben futott leggyorsabb körért további 1 pontot szerzett.
- ↑ h:  Lance Stroll utólag tíz másodperces időbüntetést kapott, amiért balesetbe keveredett Pierre Gaslyval.

## A világbajnokság állása a verseny után
| H   | Versenyzők       | Pont  | H   | Konstruktőrök         | Pont  |
| --- | ---------------- | ----- | --- | --------------------- | ----- |
| 1.  | Lewis Hamilton   | 246,5 | 1.  | Mercedes              | 397,5 |
| 2.  | Max Verstappen   | 244,5 | 2.  | Red Bull-Honda        | 364,5 |
| 3.  | Valtteri Bottas  | 151   | 3.  | McLaren-Mercedes      | 234   |
| 4.  | Lando Norris     | 139   | 4.  | Ferrari               | 216,5 |
| 5.  | Sergio Pérez     | 120   | 5.  | Alpine-Renault        | 103   |
| 6.  | Carlos Sainz Jr. | 112,5 | 6.  | AlphaTauri-Honda      | 84    |
| 7.  | Charles Leclerc  | 104   | 7.  | Aston Martin-Mercedes | 59    |
| 8.  | Daniel Ricciardo | 95    | 8.  | Williams-Mercedes     | 23    |
| 9.  | Pierre Gasly     | 66    | 9.  | Alfa Romeo-Ferrari    | 7     |
| 10. | Fernando Alonso  | 58    | 10. | Haas-Ferrari          | 0     |

(A teljes táblázat)

## Statisztikák
- Vezető helyen:
  - Carlos Sainz Jr.: 12 kör (1–12)
  - Lando Norris: 30 kör (13–28 és 37–50)
  - Sergio Pérez: 8 kör (29–36)
  - Lewis Hamilton: 3 kör (51–53)
- Lando Norris 1. pole-pozíciója és a 3. versenyben futott leggyorsabb köre.
- Lewis Hamilton 100. győzelme.
- Lewis Hamilton 176., Max Verstappen 53., és Carlos Sainz Jr. 5. dobogós helyezése.